# Palimna liturata
Palimna liturata es una especie de escarabajo longicornio del género Palimna, tribu Ancylonotini, orden Coleoptera. Fue descrita por Bates en 1884.

## Descripción
Mide 11-24 mm de longitud.

## Distribución
Se distribuye por China, Japón, Corea y Rusia.